# روبار آر سي-50
روبار آر سي-50 (بالإنجليزية: Robar RC-50)‏ هي بندقية قنص مضادة، تم تطويرها من قبل شركة روبار الأمريكية، والتي يقع مقرها في فينيكس بولاية أريزونا. يمكن تذخيرها بخرطوشة من عيار .50 BMG. تأتي البندقية في اصدارين مختلفين، أحدهما الإصدار الأصلي (RC-50 قياسي) وإصدار قابل للطي (RC-50F).

## نظرة عامة
ويستند RC-50 عليه مع تطوير المصنع SR-60D ، فإنه خصيصا للقوات الخاصة بإعداد بندقية قنص يدوية. مثل العديد من بنادق القناصة المضادة، يمكن استخدام RC-50 لأداء مهام مكافحة قناص، وتدمير المركبات الخفيفة العدو، والرادار، والطائرات، وحتى إبادة أفراد العدو. تتوفر بندقية القناصة في نسختين، المعيار و RC-50F مع أقفال قابلة للطي، وهي مطوية إلى اليسار ومصنوعة من الألياف الزجاجية. من أجل الحد من نكص، RC-50 كمامة أمام الفرامل كمامة، يتم توصيل بندقية إلى وسادة بلاستيكية. وعلى أساس أنها بندقية قناص، وذلك أيضا مع زوج من bipod. الحمولة من خمس جولات، ومن قبل مجلة للانفصال عن القنابل. بالإضافة إلى ذلك، RC-50 لديها آلية مشابهة مع بندقية Remington 700 هي أكثر تشابهًا لآلة اللوحة، يمكن تعديل ضغط اللوحة، الوزن من 226 غرامًا إلى 4 كجم. يمكن للمستخدمين أيضا اختيار تفضيلاتهم الخاصة إلى لون بندقية أو طلاء، اختياري الأسود والرمادي والتمويه الحالي. يوجد RC-50 وملحقاته الخاصة في علبة مصنوعة من الألياف الزجاجية لسهولة الحمل. إن الهدف المخصص هو مشهد بصري 16x ، يتم تثبيته من خلال قوس في الجزء العلوي من غلاف البندقية. ومع الأخذ في الاعتبار الاحتياجات التشغيلية المختلفة، يمكن لهذا السلاح أيضًا استخدام مشهد آخر.
يتم استخدام RC-50 حالياً من قبل القوات الخاصة في دول مثل أستراليا ونيوزيلندا والمملكة العربية السعودية والمملكة المتحدة والولايات المتحدة.

## المستخدمون
- ماليزيا
- نيوزيلندا
- السعودية
- تركيا: تستخدمها قوات الدرك (تركيا).[2]
- المملكة المتحدة: تستخدمها القوة الجوية الخاصة (SAS).
- الولايات المتحدة: حرس السواحل الأمريكي وقيادة العمليات الخاصة للولايات المتحدة.

## روابط خارجية
- بنادق روبار
- Robar RC-50 - المصنع العسكري